# Fiorinia turpiniae
Fiorinia turpiniae är en insektsart som beskrevs av Takahashi 1934. Fiorinia turpiniae ingår i släktet Fiorinia och familjen pansarsköldlöss. Inga underarter finns listade i Catalogue of Life.